# Cal Pons
Cal Pons, també conegut com a Colònia Pons, és una de les set colònies tèxtils del municipi de Puig-reig. Fundada l'any 1875, el seu conjunt arquitectònic està catalogat com a bé cultural d'interès nacional. La fàbrica tèxtil va tancar el 1995, i actualment, desmantellada l'estructura de colònia, és un nucli de població de 105 habitants (2018).

## Història
El 1874, Teodor Prat (futur amo de cal Prat) va informar el seu amic Josep Pons i Enrich, d'uns terrenys a Puig-reig, la finca de can Garrigal, on hi havia bons salts d'aigua, amb el propòsit que en compressin un cadascú. En aquell moment es trobaven a les escorrialles d'una guerra carlina; i per no trobar-se amb algun dels combatents que ja s'estaven retirant, van enviar a inspeccionar els terrenys en Josep Muntada, que en va fer un informe molt favorable: el salt era bo i la construcció de la resclosa i el canal serien barats, així que immediatament els van escripturar a nom dels fills, Ignasi i Lluís Gonzaga Pons i Enrich a parts iguals. Però quan finalment es van desplaçar al lloc i el van veure es van endur una decepció, perquè era un terreny molt rost, deshabitat i dolent per al conreu. L'any següent obtingué el permís d'aprofitament industrial de l'aigua del riu Llobregat i seguidament feu construir la resclosa, el canal, la sala de turbines i la fàbrica, inaugurada l'any 1880.
Posteriorment, van comprar més terrenys als Berenguer de la casa de la Prada (Casa Prat segons consta en una carta de Lluís G. Pons), i també a cal Biel, on construirien els habitatges per als treballadors de la colònia. Aquests habitatges, construïts en dues etapes diferents (1875 i 1890), formen el carrer d'Orient, el més emblemàtic de la colònia. Els majordoms i els encarregats vivien en pisos annexos a la fàbrica, mentre que els habitatges del carrer de la Baixada i de la plaça del Centre, on hi havia la botiga, el cafè, la fonda, el forn de pa i altres serveis, foren ocupats per famílies vinculades als serveis de la colònia.
Les dues torres, situades al voltant d'un jardí, foren construïdes abans del 1885 (la vella), amb una capella als baixos de la casa, per tal que els obrers no haguessin d'anar a la parròquia de Puig-reig,> i el 1897 (la nova). El 1886, es va comernçarla magnífica església de Sant Josep, d'estil historicista eclèctic molt goticitzant, aixecada en tan sols setze mesos. Inaugurada el 1887, fou qualificada, per la premsa de l'època, com la «catedral de l'Alt Llobregat». El 1893 es construí un edifici annex a l'església que incloïa l'escola, el convent de les monges, la residència de les noies i el teatre. El conjunt de la colònia en construcció fou envoltat per una muralla d'uns 2 m d'alçada que tenia tres portals i dues portes. Els porters i el sereno vigilaven que cap treballador entrés o sortís del perímetre de la colònia més tard de les 8 o les 9 del vespre (depenent de l'època de l'any). Aquesta muralla fou enderrocada durant la Guerra Civil i ja no es reconstruí.
Els anys 1880, mentre la colònia anava creixent i la fàbrica ja funcionava a ple rendiment, foren molt conflictius. Els obrers de Cal Pons i de totes les colònies i fàbriques tèxtils catalanes de l'època havien de suportar unes condicions laborals molt dures, amb jornades laborals de dotze hores diàries o més, i amb un alt grau de perillositat i incomoditats diverses. Els treballadors de Cal Pons es rebel·laren en diverses ocasions contra aquestes condicions quotidianes. La mobilització més important fou la vaga de l'any 1890, la qual afectà la majoria de les fàbriques i colònies del Llobregat. Com a conseqüència d'aquesta vaga, 150 obrers foren acomiadats i expulsats de la colònia.[[:Categoria:{{{1}}}|{{{1}}}]]
L'any 1893 morí Josep Pons i Enrich i tres anys més tard també traspassava el seu hereu, Ignasi Pons. A partir d'aquells moments, i fins a l'any 1921, fou Lluís Gonzaga Pons i Enrich, segon fill del fundador i germà d'Ignasi, qui esdevingué l'home fort de la família i l'amo de Cal Pons. La situació de la colònia -ja construïda i consolidada- i la figura del director de la fàbrica -que era qui controlava el funcionament econòmic de l'empresa i el manteniment de l'ordre i la pau social"i que disposà de xalet propi a partir de l'any 1900- van permetre a Lluís GonzaGA Pons centrar-se en la seva activitat política. Fou en aquests anys quan es consolidà la relació paternalista envers els treballadors. El paternalisme es basava en un pacte, no escrit, pel qual l'amo oferia feina, pis, menjar, serveis, estabilitat i seguretat als seus obrers a canvi que aquests es limitessin a treballar, obeir i a no trencar la pau social.
Una mostra de l'auge de la colònia i el prestigi de la família Pons va ser que, en la visita que l'any 1908 el rei Alfons XIII va realitzar a la conca del Llobregat, el monarca va fer una visita a la colònia Pons, on va fer estada i es va celebrar una missa i un àpat en els quals eren convidades les principals autoritats i els fabricants de la zona.
A mitjan segle xx, s'abandonaren les torres, on residien els amos, i començà un progressiu deteriorament de les activitats culturals i del parc, en el qual hi havia una interessant col·lecció d'aus exòtiques. La colònia fou fins als anys 1950 i 1960 el centre cultural més actiu del municipi de Puig-reig. Es publicava la revista Colònia Pons i es creà l'Escola de la Llar i l'Escola del Treball vinculada a l'Escola Industrial de Barcelona. Els treballadors de la fàbrica rebien una formació, que a nivell comarcal constituïen una autèntica avantguarda.
Com la majoria de colònies del Berguedà, Cal Pons es mantingué a ple rendiment i plena de vida fins als anys 1960. A partir dels anys 1970, i especialment durant els 1980. els inicis de la crisi del sector tèxtil es feren sentir i molta gent abandonà Cal Pons i els serveis anaren tancant. La fàbrica va tancar portes l'any 1995, i el conjunt de la colònia, llevat de la turbina, fou embargat. El 1997, l'Ajuntament de Puig-reig va adquirir en subhasta pública una part de la finca. Aleshores es va iniciar un procés d'urbanització i parcel·lació gràcies a la qual s'han construït nous habitatges. Els edificis industrials han estat parcialment ocupats per altres indústries. Des el 1999, l'edifici de les monges acull una de les seus del Consorci del Parc Fluvial del Llobregat, i des del 2008 l'església museïtzada s'ha convertit en un centre d'interpretació de les colònies.

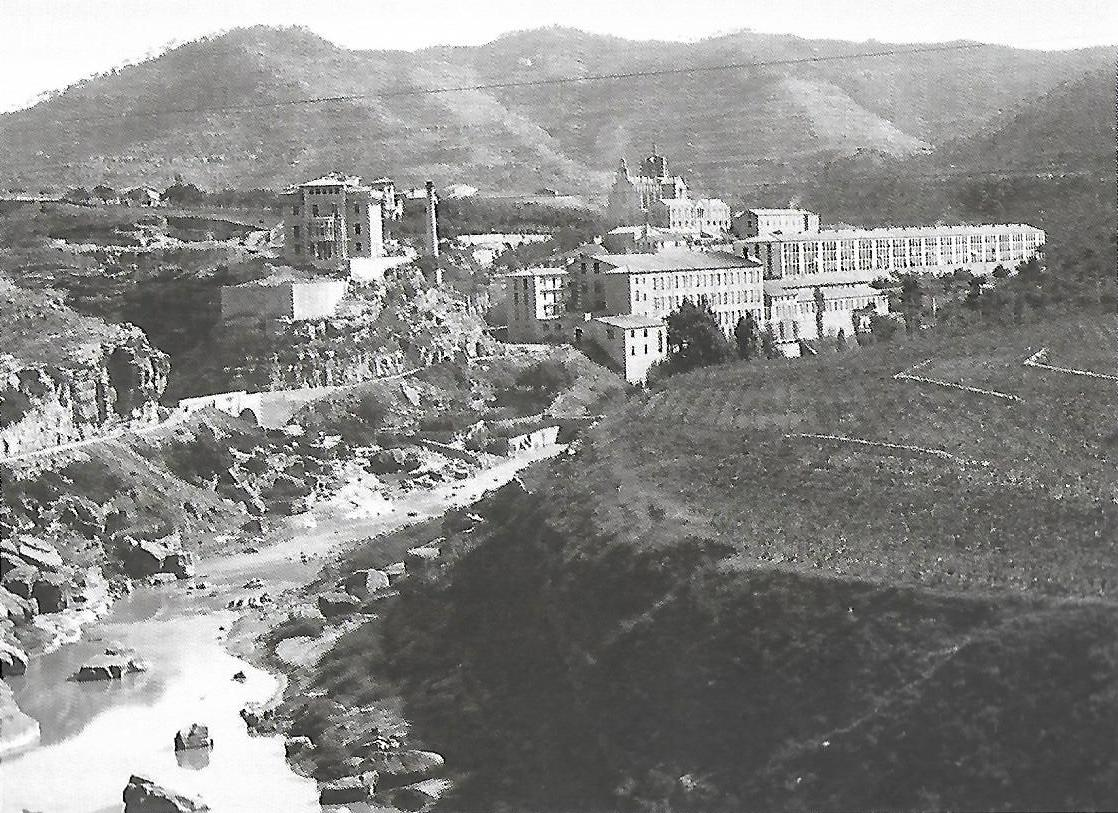
La colònia Pons en una imatge antiga, probablement a principis del

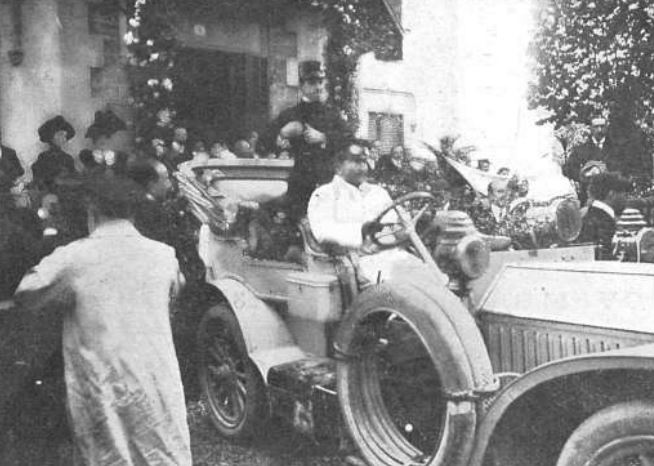
Alfons XIII visitant la colònia el 1908

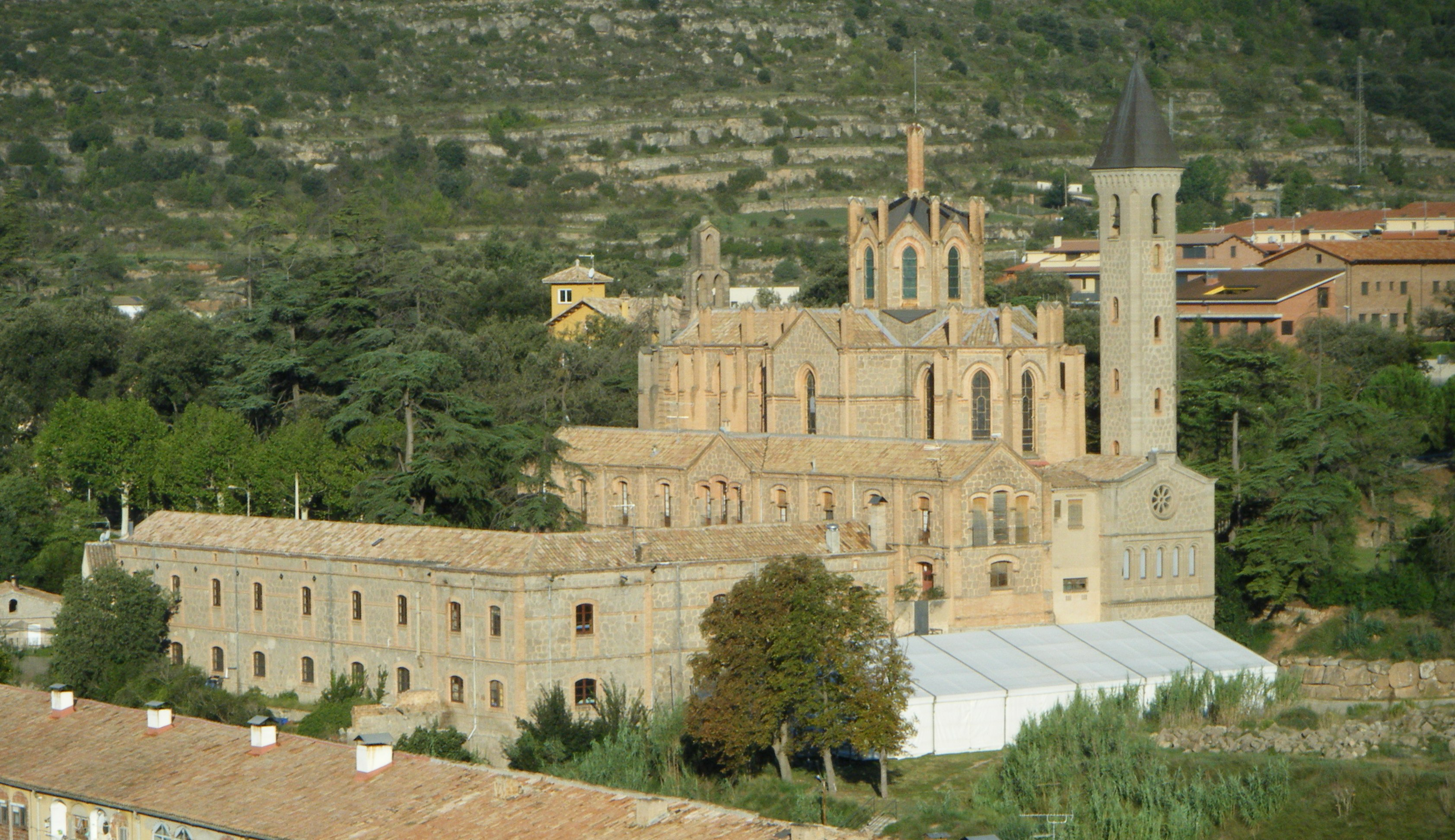
Església, convent i escoles. On antigament hi havia l'Escola de la Llar o menager, ara hi ha un alberg

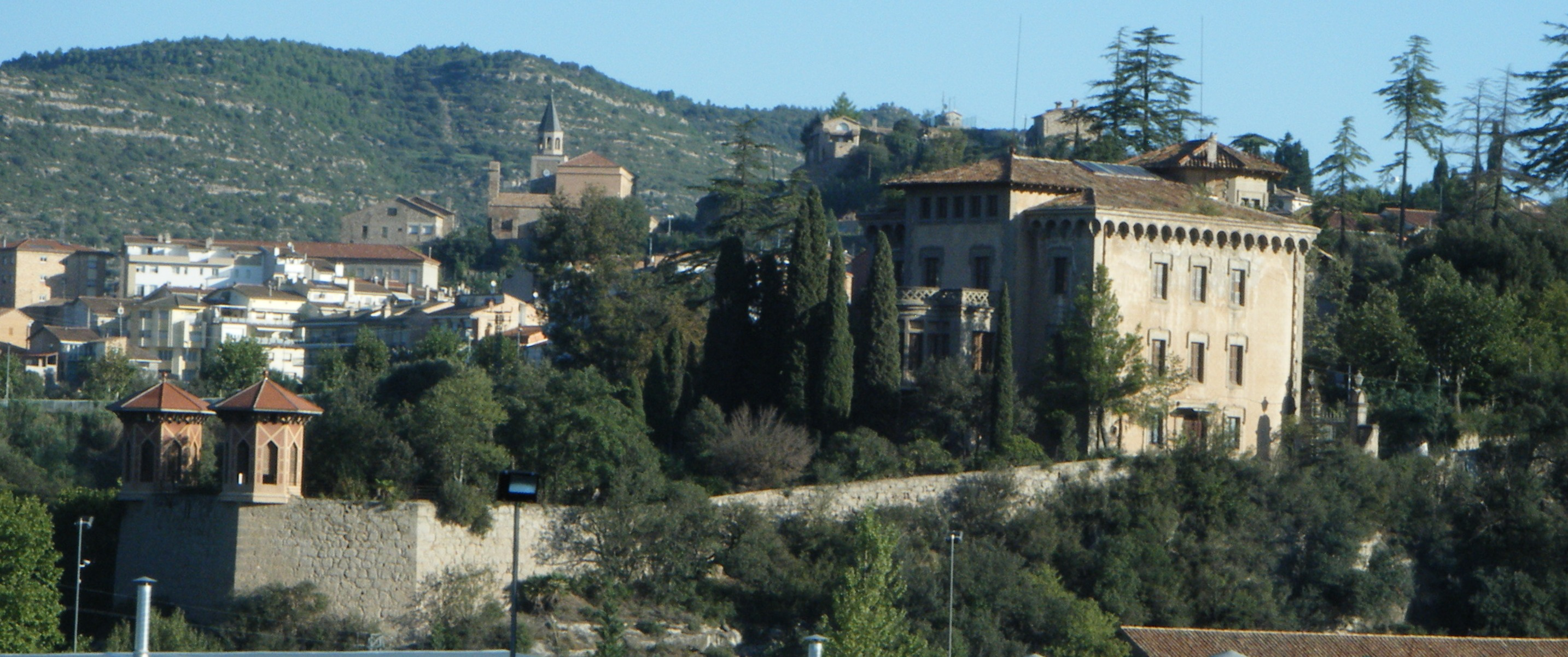
La Torre Nova de Cal Pons i el seu jardí particular

El 22 d'abril de 2012 es va inaugurar l'alberg de cal Pons, que ocupa els edificis de l'antiga casa de les noies (menager) i del teatre.

## Descripció
Compta amb un impressionant bosc i un jardí que envolta les dues torres neomedievalistes dels propietaris, el xalet del director, l'església neogòtica de Sant Josep -amb el panteó familiar-, obra de l'arquitecte modernista Josep Torres i Argullol, la casa-convent i el teatre. A un nivell inferior, i prop de la fàbrica, hi ha els habitatges plurifamiliars per als obrers i la zona de serveis (forn, botigues, etc.)
La seva estructura il·lustra perfectament la morfologia d'una colònia evolucionada, segons la definició de Jordi Clua, ja que el fort desnivell del terreny va propiciar que es distribuís els tres espais (productiu, residencial i de domini) en tres nivells: l'espai productiu (la fàbrica, el canal i la resclosa, els tallers i magatzems i les oficines) es troben al nivell més baix, arran del riu. L'espai de residència i serveis (que inclou els habitatges dels treballadors del carrer Orient i la botiga, el forn de pa, el cafè, la barberia, etc.) se situa a un nivell intermedi. I al nivell superior, després de pujar les escales, hi ha l'e, amb els edificis simbòlics del poder econòmic i social: les dues torres dels amos, el xalet del director, el jardí i l'església. Al costat d'aquesta, hi ha el convent, amb les escoles i la residència de noies treballadores (o menager), i el teatre (que es podrien classificar més aviat com a espai de residència i serveis).

#### Església
Es tracta d'un edifici neogòtic que fou bastit en 16 mesos, obra de l'arquitecte Josep Torres i Argullol. L'interior fou decorat per Francesc Morell, germà del director de la fàbrica en aquell moment. És de planta de creu llatina de 32 m de llarg. La nau principal és coberta amb volta de creueria, i les capelles laterals fan de contrafort de la nau central. A l'encreuament de la nau principal amb el transsepte s'alça un cimbori octogonal. L'absis poligonal té un deambulatori que porta a la cripta i a la sagristia. El 1879 s'aixeca el campanar aïllat i el 1907 es construí el panteó familiar, en el qual foren enterrats Lluís Pons i Enrich i la seva esposa, Anna Roca. Exteriorment, presenta un aspecte altiu reforçat pel cimbori, el campanar i el conjunt de pinacles. La façana principal, orientada a migdia, és de carreus ben tallats, la resta de l'edifici combina harmònicament la pedra devastada amb els maons.

#### Escola, convent, teatre i casa de les noies
Els edificis consten de dos pisos: la planta baixa era condicionada per a les escoles, i el pis superior per al convent, el pis del capellà i la residència de noies treballadores. Com la resta d'edificis de la colònia, els materials constructius són: la pedra pels murs i el maó per les finestres i les portes.

#### Torres
La torre vella (bastida abans de 1885) i la torre nova (inaugurada el 1897) són edificis monumentals d'estil historicista medieval. Van ser plantejats com castells medievals envoltats de jardí. La torre vella fou la primera que es construí; es tracta d'un edifici massís però esvelt, amb un cos central molt marcat. Ressalta l'escala de volta catalana. És d'estil eclèctic i goticitzant.
La torre nova és una construcció de grans proporcions bastida sobre un penyal al final dels jardins de la colònia. En la seva estructura predomina el cos central per damunt dels dos laterals. La façana principal, amb una doble escalinata, està orientada a tramuntana. Els murs exteriors combinen el maó, l'arrebossat i els mosaics. Presenta molts detalls decoratius de tipus medieval: capitells amb el bestiari, decoració floral, gàrgoles, arcuacions cegues en el ràfec de la teulada... Al rebedor hi ha unes pintures al·legòriques que fan referència als continents d'Amèrica, Àfrica, Àsia i Europa. Es tracta d'un paisatge de fons amb una figura femenina que porta algun element que fa referència a cada continent. En la representació d'Europa, el paisatge de fons és la colònia Pons vist des del peu del Llobregat. Fou residència dels propietaris inicialment de forma continuada, després va fer funcions de segona residència i a mitjan segle XX es va subhastar el mobiliari i es va habilitar com a fàbrica de tovalloles.
Es desconeix qui fou l'autor d'aquests dos edificis. Sembla, però, que podria haver estat Josep Torres i Argullol o Alexandre Soler i March, arquitectes que van treballar per a la família Pons. El xalet del director fou construït abans de 1900, és més auster i de dimensions més reduïdes, i tampoc se sap qui en va ser l'autor.

#### Jardí
Quan es dissenyà la colònia es va pensar de convertir la finca en un jardí tancat que l'aïllava del món exterior. El jardí, de fet, era d'ús privat per als propietaris de la colònia i la família del director. Però quan la família Pons no hi era els treballadors podien disposar del jardí i el bosc annex. En aquest espai hi havia una gran diversitat d'espècies vegetals (algunes, però han desaparegut): plataners, til·lers, moreres, troanes, castanyers d'índies, palmeres, pollancres, alzines, avets.
Al jardí privat de la torre nova destaquen dues glorietes de 1900 -fetes de maó i fusta- que tenen vista sobre el Llobregat i la colònia.

## Festes i actes populars

### Festa del Roser
Hereva de l'antiga Festa Major de la colònia, la festa continua aplegant, el primer diumenge d'octubre, una bona colla de persones filles, residents i vinculades a cal Pons. Els actes, organitzats per l'Associació de Veïns de cal Pons, s'inicien amb la missa solemne i el lliurament del ram dels Roser a tots els assistents. La festa reuneix, des de fa molts anys, la trobada de Noies del Managé, que havien estudiat a la colònia i que fan que la festa esdevingui un acte, molt entranyable i de trobada. Entre els actes destaca la plantada simbòlica d'un arbre, una ballada de gegants, un pica-pica per a tots els assistents, i un dinar popular davant la Torre Nova.

### Festa de Primavera
Se celebren el cap de setmana més proper a la festa de Sant Jordi i tenen un marcat caràcter cultural amb l'objectiu d'activar la vitalitat de la que fou una de les grans colònies tèxtils del municipi, Cal Pons. Concerts, presentació de llibres, visites guiades, recital de poesia, etc. Són els actes propis del diumenge, precedits per activitats més lúdiques per a la canalla, la tarda del dissabte (tallers, berenar, etc.). La festa s'organitza conjuntament entre el Parc Fluvial del Llobregat i l'Associació de veïns de cal Pons.
Les festes de Primavera de Cal Pons aglutinen els actes relacionats amb l'inici de la nova estació i vinculats a la festivitat de Sant Jordi; impulsades per la regidoria de Cultura de l'Ajuntament de Puig-reig des del 2000, tenen la voluntat d'esdevenir un estímul cultural a l'entorn de la reivindicació del patrimoni de Cal Pons.